# Eleições legislativas de Israel em 1961
As eleições legislativas de Israel em 1961 foram realizadas a 15 de Agosto e, serviram para eleger os 120 deputados para a quinta legislatura do Knesset.
O Mapai, mais uma vez, voltou a vencer as eleições, confirmando a posição de partido hegemónico de Israel, ao conquistar 34,7% dos votos e 42 deputados.
Após as eleições, o Mapai formou um governo de coligação com o Partido Nacional Religioso, Ahdut HaAvoda, Agudat Israel e os partidos da minoria árabe.
Importa referir que o Mapai sofreu uma importante cisão em 1963, quando David Ben-Gurion, histórico líder do partido, rompeu com o partido e criou o Rafi.

## Resultados Finais
| Partido                                                                 | Partido                         | Votos     | %     | +/-   | Deputados | +/-     |
| ----------------------------------------------------------------------- | ------------------------------- | --------- | ----- | ----- | --------- | ------- |
|                                                                         | Mapai                           | 349 330   | 34,7  | 3,5   | 42 / 120  | 5       |
|                                                                         | Herut                           | 138 599   | 13,8  | 0,3   | 17 / 120  | Estável |
|                                                                         | Partido Liberal                 | 137 255   | 13,6  | Novo  | 17 / 120  | Novo    |
|                                                                         | Partido Nacional Religioso      | 98 786    | 9,8   | 0,1   | 12 / 120  | Estável |
|                                                                         | Mapam                           | 75 654    | 7,5   | 0,3   | 9 / 120   | Estável |
|                                                                         | Ahdut HaAvoda                   | 66 170    | 6,6   | 0,6   | 8 / 120   | 1       |
|                                                                         | Partido Comunista de Israel     | 42 111    | 4,2   | 1,4   | 5 / 120   | 2       |
|                                                                         | Agudat Israel                   | 37 178    | 3,7   | -     | 4 / 120   | -       |
|                                                                         | Poalei Agudat Israel            | 19 428    | 1,9   | -     | 2 / 120   | -       |
|                                                                         | Cooperação e Fraternidade (a)   | 19 342    | 1,9   | 0,8   | 2 / 120   | Estável |
|                                                                         | Progresso e Desenvolvimento (a) | 16 034    | 1,6   | 0,3   | 2 / 120   | Estável |
|                                                                         | Outros                          | 7 077     | 0,7   |       | 0 / 120   |         |
| Votos Inválidos                                                         | Votos Inválidos                 | 30 066    | 2,9   | 0,4   |           |         |
| Total                                                                   | Total                           | 1 037 030 | 100   |       | 120       |         |
| Eleitorado/Participação                                                 | Eleitorado/Participação         | 1 274 280 | 81,6  | 0,1   |           |         |
| Fonte                                                                   | Fonte                           | [ 2 ]     | [ 2 ] | [ 2 ] | [ 2 ]     | [ 2 ]   |
| (a) Partidos satélites do Mapai, que representavam os Árabes Israelitas |                                 |           |       |       |           |         |